# نیکولو کروبین
نیکولو کروبین (انگلیسی: Nicolò Cherubin؛ زادهٔ ۲ دسامبر ۱۹۸۶) بازیکن فوتبال اهل ایتالیا است.
از باشگاه‌هایی که در آن بازی کرده‌است می‌توان به باشگاه فوتبال رجینا، باشگاه فوتبال هلاس ورونا، باشگاه فوتبال آسکولی، باشگاه فوتبال بولونیا، باشگاه فوتبال چیتادلا، باشگاه فوتبال آتالانتا، و باشگاه فوتبال آولینو اشاره کرد.